# Wizard (videogioco)
Wizard è un videogioco a piattaforme pubblicato nel 1984 per Commodore 64. Si controlla un mago (wizard in inglese) in un ambiente simile a quello di Jumpman, ma più complesso; nonostante l'aspetto a prima vista da tipico gioco del suo genere, la critica lo giudicò positivamente per i dettagli originali e l'alta giocabilità.
Wizard venne realizzato e pubblicato in Nordamerica dalla Progressive Peripherals & Software di Denver (divenuta in seguito produttrice di hardware per Amiga); in Europa lo commercializzò la Ariolasoft UK nel 1985. Secondo una notizia la Ariolasoft pubblicò anche una conversione per ZX Spectrum 48k, e una versione per Amstrad CPC era in previsione, ma non ci sono evidenze dell'effettiva esistenza di nessuna delle due.

## Modalità di gioco
Il giocatore controlla un mago di nome Wilfred, in tunica viola e cappello a punta, attraverso 40 livelli a schermata fissa. Ogni livello è un insieme di piattaforme, scalinate, scale a pioli e corde verticali da arrampicata.
Per completare un livello è necessario raccogliere la chiave e quindi raggiungere il lucchetto.
Wilfred può camminare, saltare, abbassarsi, usare le scale e le corde, dalle quali si può anche saltare lateralmente. Inoltre, in ogni livello può disporre di uno tra 11 diversi tipi di magie, tra cui diventare invisibile, lanciare palle di fuoco, levitare. La magia diventa disponibile solo dopo che si è recuperata la chiave e può essere lanciata un numero limitato di volte. 
I pericoli fissi sono precipizi, fuochi, simboli di teschio e ossa; esistono poi vari tipi di creature nemiche e altri pericoli mobili come frecce e pietre rotolanti, per un totale di 20 tipi di oggetti mobili.
Wilfred perde una vita se tocca oggetti pericolosi o cade da una certa altezza; ogni volta viene mostrata un'animazione in cui precipita e rimbalza fino a fondo schermo.
Alla varietà dei livelli contribuiscono trabocchetti, ascensori, portali che teletrasportano il mago in una specifica direzione (a volte parzialmente deviabile dal giocatore), parti dello scenario che si modificano o diventano invisibili. 
Oltre alle chiavi sono presenti diversi tipi di tesori che si possono raccogliere per aumentare il punteggio. Raccogliere un tesoro a volte attiva trucchi imprevedibili, come l'apparizione, sparizione o spostamento di parti del livello.
Si ottiene un punteggio bonus proporzionale al tempo anche completando un livello rapidamente.
La classifica dei punteggi migliori viene salvata su disco.
All'inizio della partita è possibile selezionare tra 4 livelli di difficoltà, che consentono di cominciare direttamente dal livello 1, 11, 21 o 31, più l'opzione mystery, che fa affrontare i livelli in ordine casuale.
Si può selezionare inoltre la velocità del gioco in una scala 1-9.
Infine, dal menù principale può essere selezionato il construction set, un editor di livelli che permette di creare scenari personalizzati e salvarli su disco, fino a 100 livelli per dischetto.
Non c'è colonna sonora musicale, ma sono presenti effetti sonori diversi per ogni evento e per ogni azione di Wilfred.

## Espansioni
Entro il 1985 è uscita Wizard Expansion Set, un'espansione che migliora le capacità del construction set e aggiunge 40 nuovi livelli. Parte dei nuovi livelli è stata selezionata con una gara organizzata dalla casa produttrice Progressive Peripherals & Software tra luglio e ottobre 1984, in cui i giocatori di Wizard potevano proporre i livelli da loro realizzati con il construction set.
Nel 1986 è uscito Ultimate Wizard, gioco autonomo ma praticamente identico a Wizard, a parte l'aumento dei livelli giocabili e piccoli ritocchi grafici. Pubblicato per Commodore 64 da Electronic Arts, comprende le migliorie di Wizard Expansion Set, più altri 20 nuovi livelli disegnati da Paul Reiche III, allora noto per la realizzazione di Archon, per un totale di 100 livelli.